# Cédric Brunner
Cédric Brunner (Zollikon, 17 febbraio 1994) è un calciatore svizzero, difensore del Wollishofen.

## Carriera
Cresciuto nel settore giovanile dello Zurigo, esordisce in prima squadra il 18 maggio 2014, nella partita pareggiata per 2-2 contro l'Aarau. Il 26 aprile 2018, in scadenza di contratto, si accorda per il trasferimento, valido a partire dall'estate successiva, con l'Arminia Bielefeld, con cui firma un contratto biennale. Il 20 giugno 2020, dopo aver conquistato la promozione in Bundesliga, prolunga con il club tedesco fino al 2022.

## Statistiche

### Presenze e reti nei club
Statistiche aggiornate al 29 giugno 2020.
| Stagione                 | Squadra                  | Campionato               | Campionato | Campionato | Coppe nazionali | Coppe nazionali | Coppe nazionali | Coppe continentali | Coppe continentali | Coppe continentali | Altre coppe | Altre coppe | Altre coppe | Totale | Totale | Totale |
| Stagione                 | Squadra                  | Comp                     | Pres       | Reti       | Comp            | Pres            | Reti            | Comp               | Pres               | Reti               | Comp        | Pres        | Reti        | Pres   | Reti   |        |
| ------------------------ | ------------------------ | ------------------------ | ---------- | ---------- | --------------- | --------------- | --------------- | ------------------ | ------------------ | ------------------ | ----------- | ----------- | ----------- | ------ | ------ | ------ |
| 2013-2014                | Zurigo                   | SL                       | 1          | 0          | CS              | -               | -               | -                  | -                  | -                  | -           | -           | -           | 1      | 0      |        |
| 2014-2015                | Zurigo                   | SL                       | 5          | 0          | CS              | 3               | 1               | UEL                | 1                  | 0                  | -           | -           | -           | 9      | 1      |        |
| 2015-2016                | Zurigo                   | SL                       | 23         | 0          | CS              | 3               | 0               | UEL                | 1                  | 0                  | -           | -           | -           | 27     | 0      |        |
| 2016-2017                | Zurigo                   | CL                       | 28         | 1          | CS              | 4               | 0               | UEL                | 6                  | 0                  | -           | -           | -           | 38     | 1      |        |
| 2017-2018                | Zurigo                   | SL                       | 25         | 0          | CS              | 4               | 1               | -                  | -                  | -                  | -           | -           | -           | 29     | 1      |        |
| Totale Zurigo            | Totale Zurigo            | Totale Zurigo            | 82         | 1          |                 | 14              | 2               |                    | 8                  | 0                  |             | -           | -           | 104    | 3      |        |
| 2018-2019                | Arminia Bielefeld        | ZL                       | 23         | 1          | CG              | 1               | 0               | -                  | -                  | -                  | -           | -           | -           | 24     | 1      |        |
| 2019-2020                | Arminia Bielefeld        | ZL                       | 27         | 2          | CG              | 0               | 0               | -                  | -                  | -                  | -           | -           | -           | 27     | 2      |        |
| Totale Arminia Bielefeld | Totale Arminia Bielefeld | Totale Arminia Bielefeld | 50         | 3          |                 | 1               | 0               |                    | -                  | -                  |             | -           | -           | 51     | 3      |        |
| Totale carriera          | Totale carriera          | Totale carriera          | 132        | 4          |                 | 15              | 2               |                    | 8                  | 0                  |             | -           | -           | 155    | 6      |        |

## Palmarès

### Club

#### Competizioni nazionali
- Coppa Svizzera: 2

Zurigo: 2015-2016, 2017-2018
- Challenge League: 1

Zurigo: 2016-2017
- Campionato tedesco di seconda divisione: 1

Arminia Bielefeld: 2019-2020